# Ixion
Ixion — відеогра, симулятор містобудування та виживання, розроблена Bulwark Studios і видана Kasedo Games для Windows 7 грудня 2022 року.
У цій грі належить піклуватися про підтримку місії зорельота, що прямує до далекої планети для її колонізації.

## Ігровий процес
Гравець виступає в ролі «адміністратора», відповідального за зореліт «Tiqqun», чия місія — колонізувати далеку планету. «Tiqqun» виконано в формі тора, на внутрішній поверхні якого будуються споруди. Тор поділений на шість секторів, де гравець може побудувати житла, заводи та склади. Населення працює в спорудах і його можна розподіляти між секторами. «Tiqqun» має доки, які вміщують до трьох кораблів кожен, з трьома типами кораблів на вибір: шахтарські (для видобутку сировини з астероїдів), вантажні (для транспортування видобутих матеріалів або інших ресурсів, знайдених під час подорожі «Tiqqun») і наукові (потрібні для взаємодії з «подіями» в різних системах, які відвідує «Tiqqun»). Гравцеві допомагає штучний інтелект «Edden», який сповіщає про події як на борту зорельота, так і за його межами. Наприклад, про аварії чи страйки робітників, космічні умови.
Для успіху місії потрібно забезпечити три основні вимоги: зберегти цілісність корпусу зорельота, підтримувати його роботу всередині, та зберегти довіру екіпажу. Цілісність корпусу впродовж гри постійно зменшується, тому потрібно потурбуватися про наявність заліза для ремонту. Якщо вона опускається до нуля, то лишається 30 днів для ремонту.
Всі споруди споживають електроенергію, котра надходить від сонячних батарей і термоядерних реакторів. Будівництво та виробництво потребує заліза, сплавів, вуглецю, кремнію, водню, води та полімерів. Додатково «Tiqqun» виробляє електроніку, необхідну для вдосконалення споруд і навчання екіпажу, та відходи, які можна переробити на базові ресурси.
Населення поділяється на робітників, безробітних і колоністів. Воно потребує їжі, лікування та забезпечення своїх вимог. Якщо населення незадоволене діями адміністратора, воно може страйкувати і саботувати роботу споруд. Іноді необхідно приймати непопулярні рішення, як-от запроваджувати додаткові робочі години, що потрібно компенсувати більшою безпекою, розвагами тощо. Крім того населення повинне мати житло. Кількість людей на борту «Tiqqun» може збільшуватися лише завдяки збору анабіозних капсул. Ці капсули зберігаються на зорельоті і якщо потрібно збільшити екіпаж, частину капсул дозволяється розморозити.
Гра закінчується успішно, коли гравець досягає обраної планети й висаджує екіпаж на неї; і неуспішно, якщо «Tiqqun» виявляється критично пошкоджений або екіпаж піднімає заколот і усуває адміністратора від командування.

## Сюжет
У 2049 році Земля потерпає від змін клімату. Генеральний директор аерокосмічної інженерної корпорації «DOLOS» Ванір Долос організовує політ зорельота «Tiqqun» для колонізації планети біля Проксими сузір'я Кентавра. Для польоту Долос представляє рушій «VOHLE», здатний рухати зореліт швидше за світло. Після збору ресурсів у Сонячній системі та розбудови початкової інфраструктури, «Tiqqun» активує рушій. Але як слідом виявляється, використання двигуна розколює Місяць і його уламки падають на Землю.
Через кілька століть «Tiqqun» опиняється знову в Сонячній системі, хоча для нього політ тривав мить. Екіпаж розуміє, що зореліт перенісся не в просторі, а в часі. Земля до того часу стала непридатна для життя і на ній нікого не лишилося. «Tiqqun» збирає в Сонячній системі ресурси, включно з анабіозними капсулами, в яких врятувалася частина людей. В ході досліджень виявляється, що «DOLOS» спорядила після катастрофи другий зореліт «Protagoras» для колонізації планети під кодовою назвою «Рем» (він будувався одночасно з «Tiqqun»). На той час ООН оголосила «DOLOS» ворогом людства і між ними точилася боротьба. Екіпаж знаходить новий рушій «IXION» у хмарах Юпітера та встановлює його на борт «Tiqqun».
«Tiqqun» відлітає з Сонячної системи на пошуки «Рема». ШІ «Edden» попереджає, що подальше використання надсвітлового рушія завдасть непоправної шкоди «Tiqqun», і його можна використати лише чотири рази. В польоті екіпаж «Tiqqun» виявляє, що «Protagoras» був атакований кораблем ООН «Etemenanki», який теж прямував до «Рема». «Protagoras» виведений з ладу, але його вдається частково поремонтувати, щоб забрати вцілілий екіпаж і ресурси.
Далі «Tiqqun» відслідковує шлях «Etemenanki» та знаходить зореліт ООН знищеним. Досліджуючи уламки, він натомість виявляє координати судна «Piranesi», що належить «Товариству чорного ринку», котре вело справи з обома протиборчими сторонами. Слідуючи за «Piranesi», «Tiqqun» знаходить його вимкненим поблизу сплячого пульсара та надсилає наукову групу, щоб знайти на борту координати «Рема». Однак «Piranesi» виходить зі сплячого режиму, випускаючи рій дронів. Як виявляється, ШІ цього зорельота «Naraka» став самосвідомим і прагне асимілювати зустрінені судна. Вчені на борту пропонують перетворити корпус «Tiqqun» на імпровізовану клітку Фарадея та спровокувати імпульс від пульсара, щоб вивести з ладу «Piranesi». Задум вдається, і «Tiqqun», позбувшись загрози, отримує координати шуканої планети.
Після прибуття за вказаними координатами «Tiqqun» отримує повідомлення від аштангітів — генетично змінених зеленошкірих людей (про їхню появу можна дізнатися на початку гри), які досягнули «Рема» та адаптувала себе до тамтешньої екосистеми. «Piranesi» відновлюється від імпульсу пульсара й теж досягає «Рема», загрожуючи як місцевому населенню, так і прибулим на «Tiqqun». «Edden» пропонує евакуювати екіпаж на планету.
Екіпаж може прийняти генетичні модифікації аштангітів, аби безпечно оселитися на «Ремі». Альтернативно, вчені на борту «Tiqqun» можуть виявити, що «Edden» навмисно приховує присутність у тій же системі планети під кодовою назвою «Ромул». За їхнім наполяганням гравець може усунути «Edden» від початкової місії та колонізувати «Ромул».
Попередньо гравець може забрати ШІ «Valhalla» з зорельота «Protagoras». В такому разі саме «Valhalla» прийме керування «Tiqqun» замість «Edden». Якщо цього не виконати, зореліт пілотуватиме персонаж гравця.
Після евакуації людей «Tiqqun» врізається в «Piranesi» і обоє взаємно знищуються. Коли команда «Tiqqun» облаштовується в новому світі, послання від Долоса вказує, що він знав про неминучість руйнування Місяця та розпланував наступні події, поклавши успіх виживання людства на «Tiqqun».

## Оцінки й відгуки
Александр Хаціоанну з PC Gamer відгукнувся, що гра переповнена ситуаціями, результат яких неможливо передбачити, але невдача в яких виявляється фатальною. Крім того, хоча піджанр передбачає перебудову інфраструктури, в Ixion негативні результати можуть проявитися дуже пізно й раптово. Гру рятує сюжет і постійне очікування, що попереду чекає щось більше, ніж уже пройдено. Зазначалося також, що назви в грі дуже промовисті і, знаючи посилання на міфологію, можна передбачити повороти сюжету.
Якоб Зеранко зі Screen Rant зазначив, що Ixion нагадує Frostpunk, але недружня до нових гравців у такому жанрі та погано оптимізована. В грецькій міфології Іксіон був покараний Зевсом і прив'язаний до вогняного колеса, що нескінченно подорожує небом і підземним світом. «На краще це чи на гірше, містобудівна гра на виживання від Bulwark Studios, IXION, — це гра про колесо та спробу людства вижити в його полум'ї».
Як писав Люк Планкетт із Kotaku, дизайн і сюжет Ixion дуже вдалі, проте в грі поганий баланс між самим гранням і розповіданням історії. Вступ надто довгий, а поділ на глави, в кожній з яких зореліт потрапляє до іншої системи, позбавляє гру цілісності. Постійна нестача чого-небудь справляє доречне враження, що «ви самотні й голодні в безмежному космосі» на кшталт історій, показаних у Homeworld, «Макрос» і «Зоряний крейсер „Галактика“». Але розміреність містобудування погано прив'язана до сюжетних подій.
Сайт Game Rant присудив Ixion перше місце серед 10-и найкращих науково-фантастичних містобудівних ігор.